# Viktor Felber
Viktor Felber (11. října 1880 Svitavy – 1. června 1942 Praha) byl český profesor technické mechaniky a termomechaniky na Českém vysokém učení technickém v Praze. V akademickém roce 1930–1931 byl rektorem ČVUT. V době druhé světové války byl členem Národně revolučního výboru inteligence. V roce 1942 byl zatčen a popraven.

## Život

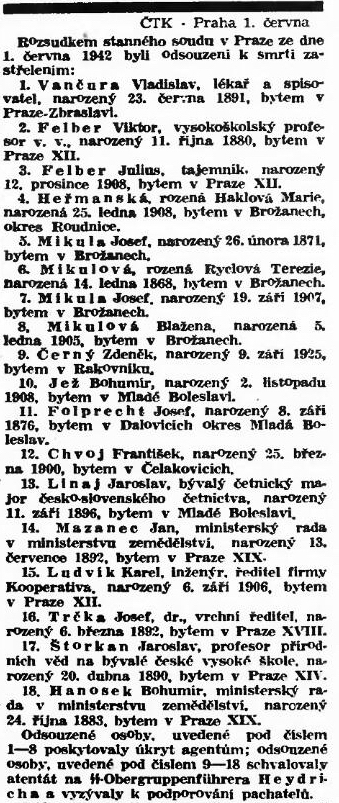
Oznámení rozsudku, Vl. Vančura, V. a J. Felber a další (LN, 3. 6. 1942)

Narodil se v rodině železničního úředníka ve Svitavách. Rodina se přestěhovala do Prahy, kde Viktor maturoval na karlínské reálce v roce 1898. Pak studoval strojní inženýrství na Císařské a královské české vysoké škole technické v Praze. V roce 1900–1901 současně studoval mimořádně matematiku na Německé technice. Studium ukončil v roce 1902 státní zkouškou s vyznamenáním.
Po ukončení studia absolvoval studijní cestu do Francie a pak krátce pracoval ve firmě Breitfeld-Daněk. V roce 1903 obhájil disertační práci Teorie a konstruktivní návrh rotační pumpy a stal se tak prvním doktorem technických věd v Čechách. V akademickém roce 1903/04 nastoupil na techniku jako asistent prof. Josefa Sasky. V roce 1908 se habilitoval pro obor technická mechanika a v roce 1911 byl jmenován mimořádným profesorem. V roce 1919 pak řádným profesorem mechaniky a termomechaniky. V roce 1920/1921 zastával funkci děkana Vysoké školy strojního a elektrotechnického inženýrství,; v roce 1930–1931 byl rektorem ČVUT. Pro svou náročnost se dostával do konfliktů se studenty i s akademickými institucemi. Proto podal v roce 1935 žádost o předčasné penzionování, kterému bylo vyhověno.
V době nacistické okupace se zapojil do činnosti Národně revolučního výboru inteligence. Činnost výboru byla prozrazena a prof. Felber byl spolu se synem Juliem Felberem (1908–1942) zatčen 11. května 1942. Krátce na to, 1. června 1942, byli oba popraveni na Kobyliské střelnici (ve stejný den, jako Vladislav Vančura).
Na jeho počest je udělována Felberova medaile – nejvyšší vyznamenání udělované Českým vysokým učením technickým v Praze .

## Dílo
Viktor Felber byl autor řady odborných publikací, zejména z oborů technické mechaniky a hydrauliky. Jeho prvními tiskem vydanými díly byly publikace Pojem mechanické práce a jeho význam v mechanice (Historicko-kritická studie, Na pamět osmdesátiletého trv. tohoto pojmu) a studie Základní pojmy mechaniky a její empirický základ, které vydal vlastním nákladem v roce 1907.
Ještě v roce 1951 vydalo Technicko-vědecké vydavatelství jeho publikaci Mechanika hmotného bodu s úvodem do vektorového počtu : technická mechanika.